# Le Canard enchaîné
Le Canard enchaîné (z fr.: Spętany kaczor, Kaczka w okowach) – polityczno-satyryczny tygodnik francuski, znany z ujawniania afer politycznych, ukazujący się co środę. 
Le Canard enchaîné wychodzi od 10 września 1915, został założony przez Maurice'a i Jeanne Maréchal oraz Henriego-Paula Deyvaux-Gassiera. Uznaje się go za pismo lewicowe, mimo zamieszczanych licznych krytyk działań polityków lewicy.
Tytuł tygodnika jest parodią dziennika L'Homme libre (Wolny człowiek), wydawanego przez Georges'a Clemenceau, otwarcie krytykującego rząd okresu początków Wielkiej Wojny. Ten ostatni dziennik został poddany cenzurze, i zmienił nazwę na L'Homme enchaîné (Człowiek spętany) – on też zainspirował założycieli Spętanego kaczora.
Sloganem, umieszczonym na ostatniej stronie każdego numeru tygodnika, jest hasło: La liberté de la presse ne s'use que si l'on ne s'en sert pas  – Wolność prasy zużywa się tylko wtedy, gdy się z niej nie korzysta. Jedną z gwarancji zachowania wolności wypowiedzi jest dla gazety nieumieszczanie jakichkolwiek reklam. Stosunkowo wysokie pensje dziennikarzy wiążą się ze zobowiązaniem do niegrania na giełdzie oraz do nieprzyjmowania jakichkolwiek prezentów. Całość operacji budżetowych tygodnika publikowana jest corocznie na jego łamach (sierpień). 
Do współpracowników tygodnika należał grafik Jean Effel.